# روبن رودريغيز (كرة سلة)
روبن رودريغيز (بالإنجليزية: Rubén Rodríguez) مواليد 5 أغسطس 1953 في نيويورك، هو لاعب كرة سلة بورتوريكي معتزل أصبح مدرباً بدأ مسيرته الاحترافية في سنة 1969. مثّل منتخب بلاده. شارك في دورة الألعاب الأولمبية الصيفية سنة 1972. حقق المركز الثاني في دورة الألعاب الأمريكية 1979. اعتزل اللعب في 1991.

## سجل المنافسة
شارك في المنافسات التالية:
- الألعاب الأولمبية الصيفية 1972
- الألعاب الأولمبية الصيفية 1976

## الميداليات
| الميدالية | المسابقة                    |
| --------- | --------------------------- |
| فضية      | دورة الألعاب الأمريكية 1979 |

## روابط خارجية
- روبن رودريغيز على موقع الاتحاد الدولي لكرة السلة (الإنجليزية)
- روبن رودريغيز على موقع كلية كرة السلة في سبورتس رفرنس.كوم (الإنجليزية)
- روبن رودريغيز على موقع سبورتس رفرنس (الإنجليزية)
- روبن رودريغيز على موقع أوليمبيديا (الإنجليزية)